# 장덕
장덕(한국 한자: 張德, 1961년 4월 21일 ~ 1990년 2월 4일)은 대한민국의 여성 싱어송라이터, 작사가, 작곡가, 음반 프로듀서이다. 한국음악저작권협회에 등록된 장덕의 작품 개수는 총 136개(2021년 기준)이다.

## 학력
- 서울흥인국민학교 (졸업)
- 서울대학교 사범대학 부설여자중학교 (졸업)
- 안양영화예술고등학교 연극영화학과 (졸업)
- 벨먼트 대학교 음악학과 (중퇴)
- 테네시 주립 대학교 작곡학과 (중퇴)

## 생애

### 어린 시절
장덕은 서울시립교향악단 첼리스트였던 아빠 장규상과 서양화가였던 엄마 이숙희 사이에서 1남 1녀 중 막내로 태어났다. 클래식 음악 애호가였던 엄마의 영향으로 맏이 장현은 바이올린을, 둘째인 장덕은 피아노를 배우며 자라났다.
장덕이 서울흥인초등학교 2학년이 되던 해에 종교적, 성격적 불화로 인하여 부모가 이혼하게 된다. 이후 장덕은 고모 집에, 장현은 아빠의 친구집에 맡겨지고 가족은 뿔뿔이 흩어지게 된다. 초등학교 6학년이 되던 해 장덕은 <누가 누가 잘하나> 등 동요 경연대회에 여러 번 나가 1등을 수상, 이때부터 장덕은 오빠가 준 기타로 작곡을 시작하였다.

### 현이와 덕이 결성, 작사·작곡가로서의 입상, 10여편의 영화 출연
1974년 서울 사범대학 부속중학교에 입학하였고, 이후 장덕의 어머니는 장덕의 음악적 재능을 살려주고 외로움을 이겨낼 수 있도록 당시 인기를 끌던 미국의 남매듀엣 카펜터스처럼 맏이 장현과 함께 남매 듀엣을 결성시켜 준다.
1975년 4월 만 13세가 된 장덕은 오빠와 함께 드래곤 래츠라는 듀엣명으로 통기타를 메고 아메리칸 엠버시 클럽에서 열린 미8군 주최의 파티 무대에서 <To Be A Child Again>라는 곡으로 데뷔한다. 남매는 이 공연을 통해 출연료도 받고, 아메리칸 엠버시 클럽의 쇼 매니저로부터 드래곤 래츠의 노래와 미모에 반했다는 찬사를 들으며 엘 클리나드를 통해 출연계약까지 정식으로 요청받는다. 그리고 이 무대에서 남매는 곧바로 방송국 PD들의 눈에 띄어 스카우트되었고, 1개월 뒤 TBC TV의 청소년과 젊은이들을 위한 프로그램 오라오라에 출연해 장덕이 작사 · 작곡한 <꼬마인형>, <일기장>을 부르며 최연소 남매 듀엣으로 일반 무대에 데뷔하게 된다. 중학교 3학년에 올라갈 무렵 장덕은 어머니에게 안양예술고등학교에 들어가고 싶다고 말한다. 어머니는 처음엔 1년을 더 다녀야 된다며 말렸지만, 안양예술고등학교에 찾아갔고 다행히도 현이와 덕이로 연예계에 데뷔한 후라서 그 재능을 인정받고 입학을 허락받는다. 그 해 4월 남매는 드래곤 래츠에서 현이와 덕이로 듀엣명을 바꾸고 <친구야 친구>, <사랑한다고 말해주오> 등 3곡이 수록된 옴니버스 형식의 컴필레이션 음반 《친구야 친구》를 발표한다. 그리고 그해 11월 개봉된 김응천 감독, 임예진, 이덕화, 전영록 주연의 영화 푸른교실에서 오라오라에 출연해 불렀던 <꼬마인형>, <일기장>을 사운드트랙으로 싣게 된다.
1977년 4월 고등학교 1학년의 장덕은 명보극장에서 개봉된 임원식 감독의 영화 <내 마음 나도 몰라>에서 주연으로 출연한다. 한달 뒤 장덕이 어머니와 함께 살던 때 이사로 인해 집들이에 참석한 가수 송창식은 장덕이 중학교 2학년 때 작사, 작곡한 <소녀와 가로등>을 장현이 기타 연주와 함께 노래를 불러주자 감탄을 하며 이후 서울국제가요제에 출품할 것을 적극 권한다. 결국 송창식의 적극적인 지원으로 장덕은 <소녀와 가로등>을 1976년에 김기웅 곡의 <말해줘요>로 데뷔한 히트곡도 없는 신인가수 진미령에게 주며 작사, 작곡가로서 제1회 MBC 서울가요제에 출전한다. 같은 해 7월 명보극장에서 개봉한 박태원 감독의 영화 <선생님 안녕>에서 장현은 임예진과 함께 주연으로 출연하였다. 이 영화는 삼각관계가 얽힌 영화로 비록 단역이지만 장덕 또한 장현의 동생 역으로 출연하였다. 현이와 덕이는 이 영화에서 사운드트랙 <정말>도 싣게 된다.
1978년 4월 장덕은 1970년대 하이틴 영화의 붐을 주도했던 세 명의 감독 김응천, 석래명, 문여송이 모여 옴니버스 형식으로 만든 영화 <우리들의 고교시대> 제1화에서 다시 주연으로 출연하였다. 그 해 7월 장덕은 제1회 MBC 서울국제가요제에서 오빠 장현이 부른 <더욱 큰 사랑>의 작사, 작곡가로서 출전, 2년 연속 MBC 서울국제가요제에서 입상하게 된다. 한편, 같은해 현이와 덕이 정규1집이 발표되었다.
1979년 6월 제2회 MBC 국제가요제에서 박경희가 부른 <사랑이었네(작사/작곡 : 장덕)>가 가야금상을 수상하며 장덕은 작사, 작곡가로서 3년 연속 MBC 서울국제가요제에서 입상하는 기록을 세운다. 같은 달 장덕은 지구레코드와 계약하며 솔로 데뷔음반 《첫사랑》을 발표한다.

### 1980-83: 유학생활, 결혼, 가족밴드 리 패밀리 결성
1980년 5월 제3회 MBC 국제가요제에서 최병걸의 <사랑은 떠나도>를 작사/작곡하여 대회에 출전하지만, 입상은 하지 못한다.
(※ 서울국제가요제는 78~81년까지는 대회 본선을 치르기 전에 국내가수들을 대상으로 본선 출전자를 뽑기 위한 예선을 따로 치렀는데 1980년 국제가요제 국내예선에서 장덕 작사/작곡 최병걸이 노래한 "사랑은 떠나도"는 예선을 통과하지 못했다. 본선대회 출전자만 음반에 기록이 남아 있어서 기록을 찾을 수 없는 것이다. 국내예선에는 최병걸을 비롯한 13개팀이 참가해서 3개팀(혜은이, 와일드캣츠, 진미령)이 본선에 진출했다. 한편 대회 참가곡 "사랑은 떠나도"는 이듬해인 1981년 최병걸의 개인 독집앨범에 실렸다.)
또한 1981년 TBC 동양방송이 주최하던 세계가요제가 언론통폐합으로 KBS 주최로 열리게 되는데 이때 "연안부두"로 유명한 김트리오의 막내 "김선"이 "사랑은 영원히"로 본선에 오르게 된다. 장덕은 작사를, 김트리오의 "김파"는 작곡을 했다. 6월 그녀는 타이틀곡 <순정>을 비롯 <진실한 사랑이라면>, <만날 수 없는 사람> 등 신곡 5곡과 현이와 덕이 정규 1집, 그리고 그녀의 첫 컴필레이션 음반 《첫사랑》의 수록곡들 중 몇 곡을 골라 그대로 수록한 컴필레이션 음반 《순정》을 발표한다. 미국으로 이민가 살고 있던 그녀의 친어머니는 한국식품점에 갔다가 우연히 1년이 지난 1979년 9월 9일자 선데이서울 주간지를 통해 장덕의 자살 소송 기사를 접하게 되고 충격을 받아 장덕을 간곡히 불렀다. 이후 장덕은 어머니가 살고 있는 미국 테네시주의 내쉬빌로 유학을 가게 된다. 1980년 10월이었다.
내쉬빌은 컨트리 뮤직의 메카로 일컬어지는 곳으로 장덕은 이 곳에서 벨몬트 칼리지 음악과에 입학, 대학 생활을 시작하게 된다(어머니는 오빠 장현 또한 불러서 대학 공부를 시키려 했지만 설득하지 못했다.). 같은 해 12월에는 내쉬빌 한인회가 주최하는 송년파티가 있었다. 장덕과 어머니도 참석했는데, 한인회 회장이 찾아와서 한인사회에 딱 하나 있는 밴드가 실력이 부족해서 곤경에 처해있다며 그들을 도와달라고 장덕에게 부탁한다. 그 밴드의 이름은 '리 패밀리'로 실제 형제들이 조직하여 만든 가족밴드였다. 장덕은 처음엔 거절했지만 어머니가 금년만 해보라고 해서 결국은 승낙한다.
1981년 장덕은 비싼 등록금으로 인해 벨몬트 칼리지 음악과에서 한 학기를 마친 뒤 테네시 주립대학교 실용음악과로 옮기게 되며 그곳에서 음악의 기초 · 이론 · 감상 · 작곡 · 작곡기법 등을 전문적으로 배우게 된다. 또한 내쉬빌 작곡가 협회에 회원으로 가입도 하고, 한인 기독교 방송 프로그램 한국의 샘터에서 MC로도 활동하였고, 한인회 밴드인 리패밀리 멤버(리더)가 되어 각종 행사에 참여하게 된다. 그러던 어느 날 장덕은 같은 리 패밀리의 멤버 이모씨와 1981년 10월 17일, 내쉬빌에서 결혼한다.
미국에 머물던 이 시기 장덕은 미국 가수에게 <여인이여 안녕>이라는 작품을 주어서 취입시키기도 하였는데, 당시 장덕의 미국 내 창작활동은 미국 일간지 및 [테네시언]지에 크게 소개되기도 하였다.

### 1983-85: 이혼과 귀국, 솔로로서의 재기와 슬럼프
1983년 10월 이혼을 하게 된 장덕은 가수 생활의 추억, 그리고 아버지 · 오빠 · 친구에 대한 그리움 등으로 고국에 대한 향수병에 걸려서 어머니에게 말 한마디도 하지 않은 채 메모 한장만을 남기고 한국으로 귀국, 한남동에서 자취생활을 시작한다. 한 달 뒤(11월) 그녀는 어렵게 서라벌레코드와 3년간 1000만원이라는 금액에 전속계약을 맺고(그녀는 오랫동안 공백을 가진 스타였기 때문에 좋은 조건으로는 계약이 쉽지 않았다.) 타이틀곡 <날 찾지 말아요>를 비롯 <안녕히 계세요>, <가을에 만난 소녀>, <철없는 안녕> 등의 곡들이 수록된 정규 1집 《날 찾지 말아요》를 발표한다. 당시 장덕 본인이 방송 출연을 꺼려한 탓에 방송을 가장 많이 탄 가수 부문에서는 순위에 오르지 못했지만 앨범이 발표된 지 6달 만에 타이틀 곡 <날 찾지 말아요>가 PCI(인기가요순위 조사연구소)에서 집계한 '한 달(1984년 5월) 동안 방송을 가장 많이 탄 노래' 부문 3위까지 오른다. 많은 방송활동을 하지 않는 장덕으로서는 좋은 결과였다. 이 사이 장덕은 새 음반을 내는 자매 듀엣 국보자매에게 <백치미>, <사랑하고 있나봐요>를 작사/작곡해 주기도 했다. 국보자매는 현이와 덕이, 그리고 장덕에 의해 각각 발표된 바 있는 <끝없는 마음이야>, <첫사랑>까지 리메이크하여 1984년 2월에 발매된 자신들의 새 음반에 수록했다.
1984년 10월 장덕은 이미례 감독, 김진아 · 남궁원 주연의 개봉 영화 <수렁에서 건진 내딸>에서 음악감독을 맡았다. 11월에는 타이틀곡 <사랑하지 않을래>를 비롯 <사랑의 꿈>, <사랑과 인생> 등의 곡들이 수록된 정규 2집을 발표한다. 하지만 대중의 반응은 조용한 편이었다. 이에 장덕은 실망한다. 어린 시절 뭣 모르고 음반을 내고 노래를 불렀던 그 때와 한 동안 공백기를 가졌다가 성인이 되어 복귀, 겪게 되는 지금의 연예계는 너무도 달랐던 것이었다. 모든 것을 혼자 해내야 한다는 점 또한 그녀를 힘들게 만들었다. 결국 장덕은 대부분의 시간을 방에 틀어박혀 우울히 보냈고 식음을 전폐하며 세상에서 버려진 아이처럼 혼자만의 세계에서 신음하게 된다. 방송국에서 출연 섭외 전화가 와도 "장덕이 없어요" 한 마디만 던지고 전화를 끊을 정도였다. 동생의 이런 안타까운 소식에 현이와 거룩한 성의 리더이자 보컬로서 활동하고 있던 오빠 장현이 1985년 4월 울산에서 서울로 상경, 장덕에게 현이와 덕이의 재결성을 제안하게 된다.

### 1985-87: 현이와 덕이 재결성, 솔로 복귀와 제 2의 전성기
1985년 6월 장현 · 장덕 남매는 7년만에 재결합, 현이와 덕이를 결성하며 타이틀곡 <너나 좋아해 나너 좋아해>를 비롯 <이젠 안녕>, <그대의 투정>, <해바라기 사랑> 등의 곡들이 수록된 정규 1집《너나 좋아해 나너 좋아해》를 발표한다. 현이와 덕이의 정규 1집 《순진한 아이》에서는 모든 곡들을 장덕이 작사/작곡했지만 이 앨범에서는 B면 3번 트랙 <그댄 없지만>과 그들의 정규 1집 《순진한 아이》에 실린 버전들의 재편곡 버전인 B면 4번 트랙 <소녀와 가로등>, B면 5번 트랙 <순진한 아이>를 제외하고는 모든 작품을 장현 · 장덕 남매가 함께 만들었다. 앨범의 타이틀곡 <너나 좋아해 나너 좋아해>가 단숨에 가요순위 10위권 내에 들며 인기를 끌었고 장덕의 막힌 숨통을 트게 해주었다.
1986년 5월에는 장덕이 작곡한 곡들 중 가장 훌륭한 곡으로 평가받으며 훗날 수많은 가수들에 의해 리메이크 되는 리듬앤블루스 스타일의 곡 <미소를 띄우며 나를 보낸 그 모습처럼>이 동료가수 이은하에 의해 발표된다. 곡이 만들어지게 된 배경은 이렇다. 당시 <이은하와 호랑이>라는 밴드를 만들어 활동하고 있던 이은하는 그룹에서 베이스를 연주하던 사람과 사랑에 빠지게 되어 아버지께 결혼 허락을 맡으러 갔다가 아버지가 노발대발 하면서 재떨이를 던지시는 모습을 본 후 너무 놀라 그에게 이별을 통보한다. 이 때 그녀는 너무 마음이 아파서 한편의 시를 썼는데 그것이 <미소를 띄우며 나를 보낸 그 모습처럼>의 가사였다. 이후 그녀는 절친 장덕을 찾아가 "내가 가사 좀 끄적여 보았는데..." 라고 말했고 장덕은 흔쾌히 작곡과 프로듀싱을 해주었다.
1986년 6월 오빠 장현과 추구하는 음악세계가 달랐던데다가 솔로로서의 욕심이 생긴 장덕은 더 이상 듀엣 활동을 이어나가지 않고 타이틀곡 <님 떠난 후>를 비롯 <어른이 된 후에 사랑은 너무 어려워>, <사랑해줘요>, <소외> 등이 수록된 솔로 정규 3집 《님 떠난 후》를 발표한다. 포크뮤직에 디스코가 섞인 타이틀곡 <님 떠난 후>는 KBS 가요톱10에서 5주(1987년 2월 18일 ~ 1987년 3월 18일) 연속 1위를 차지, 골든컵을 수상하였고,1987년 KBS 가요대상 올해의 가수상에 선정 되었다. MBC 라디오 인기가요, KBS 2FM 인기가요 광장, PCI(인기가요순위 조사연구소), 뮤직박스(도서출판), 전국 DJ 연합회 등 각종 인기 순위 차트에서 정상을 차지하게 된다. 1986~87년 장덕은 제 2의 전성기를 보내며 가장 성공한 여성스타로 인정받았다.

### 1987-90: 활발한 솔로 활동, 오빠 장현의 설암 판정과 병간호
1987년 7월 장덕은 타이틀곡 <이런게 아니었는데>를 비롯 <이별인 줄 알았어요>, <이 노래를 들을때면> 등의 곡들이 수록된 컴필레이션 음반 《이런게 아니었는데》를 발표한다. 이 앨범은 두봉엔터프라이즈를 통해 발매되었으며 재킷에 <골든앨범1집>이란 타이틀이 표기되어 발매되었다. 이 앨범에 수록된 <이별인 줄 알았어요>는 《가요톱10》 등에서 순위권에 오르며 좋은 반응을 얻었다. 9월 장덕은 말레이시아에서 열린 제 3회 ABU(아시아 태평양 방송연합) 가요제에 한국 대표로 참가하게 되는데, 당시 불렀던 노래 <너를 기다릴거야>는 1989년 발매된 장덕의 정규 5집 《예정된 시간을 위해》에 재편곡되어 수록되게 된다. 이 시기 장덕의 오빠 장현도 타이틀곡 <마지막 진실>을 비롯 <연민>, <어느날>, <만날 수 없는 사랑> 등의 곡들이 수록된 솔로 데뷔 음반 《마지막 진실》을 발표하게 된다. 수록곡들은 대부분 장덕 작사/작곡의 곡들로 채워져 있어 장덕이 오빠 장현을 위해 만든 앨범으로도 여겨진다.
1988년 9월 장덕은 다른 싱어송라이터 김파, 김범룡과 함께 작업하며 타이틀곡 <얘얘>를 비롯 <내 말 좀 들어요>, <서울의 밤거리>, <나의 꿈 이야기> 등의 곡들이 수록된 정규 4집 《얘얘》를 발표한다. 이 앨범 역시 <골든앨범 2집>이란 타이틀로 두봉엔터프라이즈를 통해 발매되었다. 앨범의 타이틀곡 《얘얘》는 특히 무대 위 장덕의 귀엽고 깜찍한 율동과 춤으로 주목을 받았다.
1989년 2월 오빠 장현은 그동안의 밤무대 일을 모두 청산하고 본격적으로 장덕의 매니지먼트로서의 일을 하기 위해 여의도에 코아기획이라는 프로덕션을 설립한다. 이 때 훈이와 슈퍼스타, 박혜성 등의 가수들도 영입하였다. 장덕의 새 앨범 《예정된 시간을 위해》의 작업이 막바지에 이르고 있었을 때였던 1989년 6월 18일 장현은 국립의료원에서 설암 3기 판정을 받는다. 그전부터 혓바닥에 혓바늘 같은 것이 돋아났지만 장현은 피로 때문에 생긴 것으로 여기고 넘어갔는데 혓바늘로만 여겼던 것이 자꾸만 커져가고 통증도 심해지자 다니던 작은 병원에서 치료받던 걸 중단하고 국립의료원에 찾아간 것이었다. 병원의 의사는 장현에게 지나친 음주와 흡연이 병의 원인이 되었을 거라고 말하면서 혀의 절반을 자르면 5년을 살고 그렇지 않으면 1년밖에 못 산다는 진단을 하였으나 장현은 수술을 하면 말을 할 수 없고 노래도 할 수 없다는 사실 때문에 수술을 거부하고 자가요법을 택하게 된다. 암 발병 사실을 숨기려던 장현은 결국 앨범 작업 막바지에 장덕에게 자신이 암에 걸렸다는 사실을 밝혔고 그녀는 자신의 일에 신경쓰다가 스트레스를 받아서 생긴 병이라고 여기며 오빠에 대한 죄책감을 가지게 된다. 얼마 후 타이틀곡 <예정된 시간을 위해>를 비롯 <네가 나에게 어떻게 이럴수 있니>, <슬픈 약속>, <수레>, <나의 공주님> 등의 곡들이 수록된 장덕의 정규 5집 《예정된 시간을 위해》가 발표된다. 동명 타이틀곡 《예정된 시간을 위해》는 좋은 반응을 얻었고 1990년 1월에는 어렵지만 행복하게 살아가는 세 모녀의 이야기를 그린 KBS 신년 특집극 드라마 《구리반지》에 주연으로 출연, 억척스럽고 발랄한 스무살 여성을 맡아 오랜만에 연기 활동도 하였지만 앨범 활동 중, 오빠 장현이 설암으로 쓰러지게 되자 장덕은 활동을 중단하고 오빠의 병간호를 하게 된다.
1990년 1월 20일(토) MBC-TV 토요일 토요일은 즐거워 에서 설 명절을 맞이한 노인정 방문 영상과 정규 5집 <<[[네가 나에게 어떻게 이럴 수 있니]]>> 를 부르는 모습이 마지막이 되었다.

### 1990년 2월 4일: 사망
오빠 장현이 설암으로 쓰러지고 가수활동을 중단하며 오빠의 병간호를 하던 장덕은 점점 수면제 없이는 잠을 이루지 못하며 심한 우울증에 시달리게 된다. 1990년 1월 20일 장덕은 모처럼 가요 프로그램 토요일 토요일은 즐거워에 출연하는데 이것이 장덕이 대중 앞에 선 마지막 모습이었다. 1990년 2월 4일 오전 2시 50분 서울특별시 마포구 염리동 진주아파트 5동 1008호 안방에서 장덕은 감기약과 기관지 확장제, 소량의 수면제 세가지 약을 일시에 복용한 후 이상증세를 보이며 신음 중이었는데, 이것을 의상 담당 문OO이 발견하고 장덕의 오빠에게 연락, 서대문 고려병원(현 강북삼성병원)으로 옮겼으나 동시 투여(투약)에 따른 상승작용(相乘作用) 즉, 약물 상호작용에 의한 쇼크로 사망했다(향년 28세). 문OO의 말에 따르면 장덕은 불면증을 겪고 있었다고 한다. 당시 경찰은 장덕이 설암으로 시한부 인생을 살고있는 오빠 장현의 병간호를 오래 해왔으며 최근 이은하 · 조영남 · 최진희 · 변진섭 · 김승진 · 하춘화 등 동료 가수들에게 곡 의뢰를 받고 신곡 작업까지 하는 등 빽빽한 일정으로 무리를 해왔다는 주변의 진술에 따라 과로와 감기증세 때문에 과다복용한 약이 부작용을 일으켜 숨진 것으로 판명했다.
하지만 수면제 과다 복용으로 알려진 그녀의 죽음에 대해 충격과 더불어 자살설까지 나돌며 세간의 관심이 불거졌다. 이후 그녀의 유작 앨범은 자신의 운명을 예언한 것이라는 소문과 함께 호기심을 증폭시켰다. 동생 장덕이 세상을 떠나자 장현은 인터뷰에서 "동생의 죽음이 자신을 대신하는 것 같은 죄책감이 앞선다"고 고백했다. 봉천동 자택에서 거행된 영결식은 가수 이태원의 사회로 남궁옥분 등 50여명의 동료 가수들의 오열 속에 진행되었다. 그 해 6월 장덕 · 장현 남매의 매니저로서 그들이 죽는 날까지 항상 함께 했던 김철한의 기획하에 전영록, 이선희, 변진섭, 김범룡, 박혜성, 최성수, 진미령, 임종환, 위일청, 지예, 양하영, 임지훈 등 12명의 동료가수들이 참여한 장덕 추모앨범 《예정된 시간을 위하여》가 발표된다. 이 음반은 장덕이 생전 발표한 기존 곡들을 리메이크 하고 있는 형태이지만 <일어나> 등 악보로만 남아있던 미발표곡들도 수록되어 있으며 동명 타이틀곡 <예정된 시간을 위하여>는 1990년 한해 총결산 가요순위 톱10 안에 들게 된다. 설암으로 시한부 인생을 살고 있던 장현은 7월 중순경 병세가 악화돼 경기도 성남시 성남병원으로 병원으로 옮겨졌고 혼수상태에서 인공호흡으로 연명했지만 8월 16일 오후 4시 20분경 아내와 아들 장원 군을 남겨둔 채 엄마가 보는 앞에서 향년 34세의 젊은 나이로 세상을 떠나고 말았다. 남매의 연이은 비극적 죽음을 접한 대중의 충격은 너무나 컸으며 본인(장덕)과 동갑내기인 양하영이 본인(장덕) 사후  본인(장덕)의 조카(오빠 장현의 아들) 장원을 만나기도 했다.

## 사후
- 1990년 6월 장덕 추모 음반 《예정된 시간을 위하여》 발표 : 이선희, 전영록, 임종환, 진미령, 박인수, 양하영, 임지훈, 박혜성, 지예, 김범룡, 최성수 등 가수 12명 참여 (리메이크 · 미발표 곡 수록) / (기타 참여자 : 밴드 연주자 26명, 회사 및 단체 20개, 도움을 주신 분 27명 등)
- 1993년 이숙희 저서 / 도서 <예정된 시간을 위하여>
- 1994년 10월 신수경 정규 2집 《변신》 발표 : 장덕 작곡 · 이은하 노래 <미소를 띄우며 나를 보낸 그 모습처럼> 리메이크 수록
- 1995년 혼성그룹 투투 정규 2집 《바람난 여자》 발표 : 장덕 작곡 · 이은하 노래 <미소를 띄우며 나를 보낸 그 모습처럼> 리메이크 수록
- 2004년 1월 5일 테이 정규 1집 《The First Journey》 발표 : 장덕 작사/작곡 · 진미령 노래 <소녀와 가로등> 리메이크 수록
- 2004년 5월 10일 JK 김동욱 정규 2.5집 《Memories In Heaven》 발표 : 장덕 작곡 · 이은하 노래 <미소를 띄우며 나를 보낸 그 모습처럼> 리메이크 수록
- 2004년 12월 29일 란 정규 1집 《사랑해서 더 슬픈 일》 발표 : 장덕 작사/작곡 · 장덕 노래 <예정된 시간을 위하여> 리메이크 수록
- 2006년 10월 26일 MBC 수목드라마 《여우야 뭐하니》 제12회 : 장덕 작사/작곡 · 장덕 노래 <어른이 된 후에 사랑은 너무 어려워> 삽입 (철수가 두고 간 워크맨을 병희가 틀자 흘러나오는 곡)
- 2009년 9월 10일 플레이걸 EP 1집 《플레이걸의 24時》 발표 : 장덕 작사 · 김파 작곡 · 장덕 노래 <얘얘> 리메이크 수록
- 2010년 8월 27일 혼성 그룹 퍼스트(F1RST) 싱글 1집 《너 나 좋아해 나 너 좋아해》 발표 : 장현 작사 · 장덕 작곡 · 현이와 덕이 노래 <너나 좋아해 나너 좋아해> 리메이크 수록(타이틀곡)
- 2011년 MBC LIFE TV 《히스토리 후》 한국 최초의 여성 싱어송라이터 장덕
- 2012년 4월 25일 김학선 저서 / 도서-책 <K-POP 세계를 홀리다>
- 2012년 5월 27일 MBC 《나는 가수다》 : 김연우 - 장덕 작곡 · 이은하 작사 · 노래 <미소를 띄우며 나를 보낸 그 모습처럼> 리메이크
- 2012년 대중음악평론가 임진모 저서 / 도서 <가수를 말하다 - 영혼으로 노래하는 우리시대 최고의 가수 41>
- 2013년 3월 KBS2 《불후의 명곡: 전설을 노래하다》 별이 된 천재소녀 故 장덕 편 : 왁스 · 나르샤 · 이지형 · 노브레인 · 엠블랙 · 김다현 출연 (리메이크)
- 2014년 1월 4일 KBS2 《불후의 명곡: 전설을 노래하다》 라이벌 편 : 바다 - 장덕 작곡 · 이은하 작사 · 노래 <미소를 띄우며 나를 보낸 그 모습처럼> 리메이크
- 2014년 3월 3일 <음악여행 예스터데이 3회> : 홍진영- 장덕 작사/작곡 · 진미령 노래 <소녀와 가로등> 리메이크
- 2014년 7월 7일 신인가수 김나영, 이은하와 KBS 2TV 월화드라마 트로트의 연인 OST 참여 : 장덕 작곡 · 이은하 작사 · 노래 <미소를 띄우며 나를 보낸 그 모습처럼> 리메이크 수록
- 2014년 7월 MBN 《아궁이》 - 파란만장 가족사 ; 현이와 덕이
- 2014년 8월 5일 인디밴드 에이템포 디지털 싱글 《청춘》발표 : 장덕 작사 · 김파 작곡 · 장덕 노래 <얘얘> 리메이크 수록
- 2015년 1월 27일 KBS2 《불후의 명곡》 - 전설을 노래하다 가족은 즐겁다 편 : EXID - 장현 작사 · 장덕 작곡 · 현이와 덕이 노래 <너나 좋아해 나너 좋아해> 리메이크
- 2015년 2월~2015년 5월 KBS2 수목드라마 《착하지 않은 여자들》 OST : 어쿠스틱 콜라보 - 장덕 작사/작곡 · 진미령 노래 <소녀와 가로등> 리메이크
- 2015년 5월 28일 <오마주 현이와 덕이 문화콘텐츠 사업 발표, 출범> (리메이크 음원, 영화, 뮤지컬, 출판 등)
- 2015년 8월 25일 《KBS 임진모의 레전드 콘서트》 : 장덕 편
- 2015년 12월 6일 MBC 《시간여행 그땐 그랬지》, 77회 천재음악 소녀 장덕 편
- 2018년 4월 1일 <북한 평양공연 – 봄이 온다 中> 최진희 – 뒤늦은 후회 (현이와덕이, 작사/작곡 : 장현/장덕) ** 북한 김정은 국무위원장(북한 최고지도자) 요청곡
- 2018년 4월 3일 <남북합동공연(평양) – 봄이 온다 中> 최진희 – 뒤늦은 후회 (현이와덕이, 작사/작곡 : 장현/장덕) ** 북한 김정은 국무위원장(북한 최고지도자) 요청곡
- 2018년 4월 6일 TV조선 《별별톡쇼》 – 현이와덕이 편
- 2018년 4월 9일 MBC 《섹션TV 연예통신》 – 현이와덕이 편
- 2018년 4월 21일 예정 <싱어송라이터 장덕 스페셜 패키지 발표> - 비트볼뮤직
- 2020년 12월 남이섬 장덕 기념비 건립
- 2020년 12월 22일 루비레코드 故 장덕의 30주기 [장덕 Tribute Project Vol. 1] 레인보우 노트(Rainbow note) 장덕 -님 떠난후 커버 발표
- 2021년 4월 17일 장덕 추모행사 개최 (남이섬 - 장덕 공연/전시, 노래비 건립 기념식)
- 2021년~2023년 장덕 아카이브 제작, 장덕 출판(악보집,사진 등), 리메이크, 다큐, 영화 등 발표 예정
- 2022년 4월 25일 비즈엔터지에 홍성규 기자가 故장덕이 자살이 아님을 증명하는 기사를 게재함. 관련기사

## 음반 목록

### ■ 듀엣 음반 with장현(현이와 덕이음반)
각 음반의 수록곡은 대부분 장덕 또는 장덕/장현에 의해 작사/작곡되었다. 

캐럴 음반 《디스코 크리스마스》는 예외이며 

컴필레이션 음반 《친구야 친구》, 그리고 참여 음반 《푸른교실 · 선생님 안녕 (OST)》은 장덕 또는 장현이 참여한 곡에 한한다.

자세한 정보는 각 음반 문서를 참고할 것.

#### 컴필레이션 음반
- 친구야 친구 (1976)

#### 캐럴 음반
- 디스코 크리스마스 (1978)

#### 정규 음반
- 순진한 아이 (정규 1집) (1978)
- 너나 좋아해 나너 좋아해 (정규 2집) (1985)

#### 참여 음반
- 푸른교실·선생님 안녕 (OST), 정말) (1977 영화, 1978 영화)
- 불타는 소녀 (OST) (1977 영화)

### ■ 장덕 솔로 음반
각 음반의 수록곡은 대부분 장덕에 의해 작사/작곡되었다.

자세한 정보는 각 음반 문서를 참고할 것(참여 음반은 장덕이 참여한 곡에 한한다.).

#### 컴필레이션 음반
- 첫사랑 (장덕의 고운노래모음 Vol.1) (1979)
- 순정 (장덕의 고운노래모음 Vol.2) (1980)
- 이런게 아니었는데 (골든앨범 Vol.1) (1987)
- 그녀의 모든 것 (골든앨범) (1988)

#### 정규 음반
- 날 찾지 말아요 (정규 1집) (1983)
- 사랑하지 않을래 (정규 2집) (1984)
- 님 떠난 후 (정규 3집) (1986)
- 얘얘 (정규 4집) (1988)
- 예정된 시간을 위해 (정규 5집) (1989)

#### 참여 음반
- '77 서울가요제 / 진미령 - 소녀와 가로등 입상 (1977)
- '78 국제가요제 / 장현 - 더욱 큰 사랑 입상 (1978)
- 진실한 사랑이라면 (하영) (1978)
- '79 국제가요제 / 박경희 - 사랑이었네 가야금상 (1979)
- 사랑은 영원히 (김트리오) (1980)
- 나는 떠나가네 (최병걸) (1981)
- 영재교육을 위한 노래하는 척척박사 (1984)
- 수렁에서 건진 내딸 (1984, 영화)
- 백치미 (국보자매) (1984)
- 하나에서 또 하나 (이용식) (1985)
- 무등산 (방미) (1985)
- 애인 (이경) (1986)
- 외출 (김형용) (1986)
- 미소를 띄우며 나를 보낸 그 모습처럼 (이은하 86) (이은하) (1986)
- 바람처럼 (지예) (1986)
- 만날 수 없는 사랑 (장현) (1986)
- 이 음악을 들어요 / 슬픈외면 (김영선) (1987)
- 기다리지 말아요 (MBC 신인가요제 / 예민영) (1988)
- 빈가슴 (김범룡) (1988)
- 무명초 (김지애) (1989)
- 경험 (안다미)(1989)
- 고향생각 (훈이) (1989)
- 크리스마스 이브 (박혜성) (1989)
- 왜 (마스코트) (1990)
- The Mermaid (연석원) (1990)
- 사랑은 사랑대로 이별은 이별대로 (임병수) (1990)
- 꽃처럼 나비처럼(하춘하) (1990)
- 그래서 그런거야 (성희) (1990)
- 구리반지 주제곡 작곡·노래 (1990 KBS1TV 신년특집드라마)
- 미련(안다미) (1991)
- 비 그리고 사랑 (강용욱) (1991)
- 우리 사랑 영원히 (김성필) (1991)

### ■ 추모 헌정음반
각 음반의 수록곡은 대부분 장덕에 의해 작사/작곡되었다. 

자세한 정보는 각 음반 문서를 참고할 것.

#### 컴필레이션 음반
- 예정된 시간을 위하여 (Various Artist) (1990)
- 불후의 명곡: 전설을 노래하다 - 장덕편 (Various Artist) (2013)

#### 싱글 음반
- 현이와 덕이 오마주
  - 2015
    - 현이와 덕이 오마주 01 (박승화 & 김희진) - 나의 공주님

  - 2016
    - 현이와 덕이 오마주 02 (김정은) - 어른이 된 후에 사랑은 너무 어려워
    - 현이와 덕이 오마주 03 (박서진) - 날 찾지 말아요
    - 현이와 덕이 오마주 04 (채은옥) - 미소를 띄우며 나를 보낸 그 모습처럼
    - 현이와 덕이 오마주 05 (장기섭) - 님 떠난 후

  - 2017
    - 현이와 덕이 오마주 06 (양하영) - 예정된 시간을 위해
    - 현이와 덕이 오마주 07 (박서진) - 만날 수 없는 사람
    - 현이와 덕이 오마주 08 (김정은 & 이우람) - 이별인 줄 알았어요
    - 현이와 덕이 오마주 09 (장필순) - 소녀와 가로등
    - 현이와 덕이 오마주 10 (조유마) - 나를 불러줘
    - 현이와 덕이 오마주 11 (박준희) - 너나 좋아해 나너 좋아해
    - 현이와 덕이 오마주 12 (이지연) - 연민
    - 현이와 덕이 오마주 13 (양수경) - 슬픈 약속

## 출연 작품

### 영화
- 내 마음 나도 몰라 (1977)
- 선생님 안녕 (1977)
- 우리들의 고교시대 (1978)

### TV 드라마
- 구리반지 (KBS1TV 신년특집드라마 1990.01.01)

## 같이 보기
- 장현
- 현이와 덕이

## 참고 문헌
- "현이와 덕이를 추억하며"
- 이숙희 저서 - 도서(책) '예정된 시간을 위하여' (1993)